# Klemm Kl 32
El Klemm Kl 32 fue un avión de turismo, desarrollado en Alemania en 1932, basado en el Klemm Kl 31, como competidor en la competición de aviones de turismo Desafío Internacional de Turismo de 1932.

## Diseño
Como su predecesor, el Kl 32 era un monoplano cantiléver convencional de ala baja con tren de aterrizaje fijo de patín de cola. Sin embargo, el Kl 32 tenía una cabina más pequeña (de tres asientos), y un fuselaje construido en madera en lugar de metal. Para ajustarse a las preferencias de los clientes, podía ser equipada con diferentes motores y acabados.

## Historia operacional
Se presentaron ocho Kl 32 a la competición, siete por los equipos alemanes y uno por un equipo suizo. Estaban propulsados por una variedad de motores, incluyendo Bramo Sh 14, Argus As 8, de Havilland Gipsy, y Hirth HM 150, todos moviendo una hélice bipala. Los pilotos alemanes notables incluían a Robert Lusser (que diseñó el avión), a Wolf Hirth, y a Reinhold Poss.
Hirth ganó la prueba de despegue corto en su Kl 32, y Poss consiguió la segunda plaza en la competición general con el suyo. Cinco de los equipos equipados con Kl 32 finalizaron entre los 10 mejores en la parte de la competición "rally sobre Europa", y cinco de las diez mejores puntuaciones generales fueron conseguidas por equipos que volaban Kl 32.
Un Klemm L-32V (VH-UVE, originalmente D-2299) fue volado por Maude Bonney en su vuelo de Brisbane a Ciudad del Cabo en 1937, con una distancia de 29 088 km, y siendo el primer vuelo de Australia a Sudáfrica.

## Operadores
Alemania nazi
- Luftwaffe

 España
- Ejército del Aire

## Especificaciones

### Características generales
- Tripulación: Uno (piloto)
- Capacidad: Dos pasajeros
- Longitud: 7,2 m (23,6 ft)
- Envergadura: 12 m (39,4 ft)
- Altura: 2,1 m (6,7 ft)
- Superficie alar: 17 m² (183 ft²)
- Peso vacío: 590 kg (1300,4 lb)
- Peso cargado: 950 kg (2093,8 lb)
- Planta motriz: 1× motor radial de 7 cilindros refrigerado por aire Bramo Sh 14a.
  - Potencia: 120 kW (165 HP; 163 CV)
- Hélices: Bipala de paso fijo

### Rendimiento
- Velocidad máxima operativa (Vno): 210 km/h (130 MPH; 113 kt)
- Alcance: 800 km (432 nmi; 497 mi)
- Techo de vuelo: 4800 m (15 748 ft)
- Régimen de ascenso: 4 m/s (787 ft/min)

## Aeronaves relacionadas

### Secuencias de designación
- Secuencia L _/Kl _ (interna de Klemm/designaciones del RLM para Klemm): ← L 28/Kl 28 - L 30/Kl 30 - L 31/Kl 31 - L 32/Kl 32 - L 33 - Kl 35 - Kl 36 →
- Secuencia Numérica (designaciones del RLM 1933-1945): ← 8-29/Do 29 - Fw 30 - Kl 31 - Kl 32 - Ju 33 - Ju 34 - Kl 35 →
- Secuencia Numérica (Aeronaves del Ejército del Aire español, 1939-1945): ← 30 (VII) - 30 (VIII) - 30 (IX) - 30 (X) - 30 (XI) - 30 (XII) - 30 (XIII) →
- Secuencia L._ (Aeronaves Utilitarias del Ejército del Aire español, 1945-1954): ← L.2 (I) - L.2 (II) - L.3 - L.4 - L.5 - L.6 (I) - L.6 (II) →